# Elisabeth Karlsson
Elisabeth Karlsson (20 de julio de 1967) es una deportista sueca que compitió en judo. Ganó una medalla en el Campeonato Mundial de Judo de 1986, y cinco medallas en el Campeonato Europeo de Judo entre los años 1985 y 1991.

## Palmarés internacional
| Campeonato Mundial | Campeonato Mundial        | Campeonato Mundial | Campeonato Mundial |
| Año                | Lugar                     | Medalla            | Categoría          |
| ------------------ | ------------------------- | ------------------ | ------------------ |
| 1986               | Maastricht (Países Bajos) | Medalla de plata   | –66 kg             |
| Campeonato Europeo |                           |                    |                    |
| Año                | Lugar                     | Medalla            | Categoría          |
| 1985               | Landskrona (Suecia)       | Medalla de bronce  | –66 kg             |
| 1986               | Londres (Reino Unido)     | Medalla de bronce  | –66 kg             |
| 1988               | Pamplona (España)         | Medalla de bronce  | –72 kg             |
| 1989               | Helsinki (Finlandia)      | Medalla de plata   | –72 kg             |
| 1991               | Praga (Checoslovaquia)    | Medalla de plata   | –72 kg             |